# Dactylispa gestroi
Dactylispa gestroi là một loài bọ cánh cứng trong họ Chrysomelidae. Loài này được Chapuis miêu tả khoa học năm 1879.